# Tapestry
Tapestry is het tweede soloalbum van Carole King, na Writer uit 1970. De producer was Lou Adler, baas van Ode Records. De productie was zeer sober en minimaal gehouden, zodat de stem en het pianospel van Carole King tot hun recht kwamen. De plaat werd opgenomen in de A&M Recording studios en begin 1971 uitgebracht.
Het album werd een wereldwijd succes; er zijn meer dan vijfentwintig miljoen exemplaren van verkocht; in de Verenigde Staten alleen al meer dan tien miljoen. Het was lang het meestverkochte album van een vrouwelijke soloartiest, tot albums van artiesten als Madonna en Céline Dion het voorbijstaken (zie Lijst van bestverkochte albums wereldwijd).
Tapestry kwam op 10 april 1971 binnen in de Billboard album top-200 op nummer 77. Zes weken later stond het in de top-10. Daar bleef het 46 weken staan, waarvan vijftien achtereenvolgende weken op nummer 1 (19 juni-1 oktober 1971). Tapestry stond uiteindelijk bijna zes jaar in de Billboard 200; dat is nog lang niet het record van Johnny Mathis' "Johnny's Greatest Hits" (bijna tien jaar).
Vier nummers van het album werden op twee singles uitgebracht: "I feel the earth move" en "It's too late" werd een nummer 1-hit op de Billboard Pop Chart; "Smackwater Jack" en "So Far Away" bracht het tot nummer 14.
Carole King schreef of schreef mee aan alle nummers; twee daarvan ("It's too late" en "Where you lead") samen met Toni Stern. Drie nummers - "Will you love me tomorrow", "Smackwater Jack" en "(You make me feel like) a natural woman" waren samen haar ex-man Gerry Goffin gecomponeerd, met tekst van Jerry Wexler voor laatstgenoemd nummer. "Will you love me tomorrow" en "(You make me feel like) a natural woman" waren vroeger reeds resp. voor The Shirelles en Aretha Franklin een hit. "You've got a friend" zou een nummer 1-hit worden voor James Taylor. "Where you lead" werd ook een minder grote hit voor Barbra Streisand.
Op de uitreiking van de Grammy Awards in 1972 kreeg Carole King viermaal een prijs: voor "album van het jaar", "beste vrouwelijke zangprestatie", "single van het jaar" voor de single "It's too late" en "song van het jaar" voor "You've got a friend". De versie van James Taylor kreeg ook een Grammy voor beste mannelijke zangprestatie.

## Nummers
Tracks op de oorspronkelijke LP:
1. "I feel the earth move"
2. "So far away"
3. "It's too late"
4. "Home again"
5. "Beautiful"
6. "Way over yonder"
7. "You've got a friend"
8. "Where you lead"
9. "Will you love me tomorrow?"
10. "Smackwater Jack"
11. "Tapestry"
12. "(You make me feel like) a natural woman"

In 1999 werd het album heruitgegeven op cd, met twee bijkomende nummers: "Out in the cold" en een live-opname van "Smackwater Jack".
In 2008 verscheen de "Legacy Edition", een luxueus uitgegeven dubbel-cd met op de tweede cd live-opnamen van elf van de twaalf songs ("Where you lead" ontbreekt).

## Musici
Naast Carole King (zang, piano en keyboards) werkten onder meer ook Russ Kunkel (drums) en Danny Kortchmar (gitaar), twee veelgevraagde sessiemusici uit die periode aan het album mee. Achtergrondzang werd verzorgd door onder anderen Joni Mitchell, James Taylor en Merry Clayton.